# Passage des Écoliers
Passage des Écoliers är en passage i Quartier de Grenelle i Paris femtonde arrondissement. Gatans namn kommer av de skolor den ledde till. Passage des Écoliers börjar vid Rue Violet 75 och slutar vid Passage des Entrepreneurs 3 bis.

## Omgivningar
- Saint-Jean-Baptiste de Grenelle
- Impasse de l'Église
- Square Yvette-Chauviré
- Rue de la Rosière
- Rue Mademoiselle

## Bilder
| - Gatuskylt. - Saint-Jean-Baptiste de Grenelle. - Square Yvette-Chauviré. |

## Kommunikationer
- Tunnelbana – linje  – Commerce
- Busshållplats Violet – Paris bussnät

### Webbkällor
- ”Passage des Écoliers”. Mairie de Paris. https://web.archive.org/web/20160303194857/http://www.v2asp.paris.fr/commun/v2asp/v2/nomenclature_voies/Voieactu/3130.nom.htm. Läst 28 december 2023.
- ”Passage des Écoliers (15ème arrondissement)”. Les rues de Paris. https://web.archive.org/web/20160408234759/http://www.parisrues.com/rues15/paris-15-passage-des-ecoliers.html. Läst 28 december 2023.